# Seloncourt
Seloncourt è un comune francese di 6 081 abitanti situato nel dipartimento del Doubs nella regione della Borgogna-Franca Contea.

## Amministrazione

### Gemellaggi
Villongo

## Società

### Evoluzione demografica
Abitanti censiti